# كيريل أنتونينكو
كيريل أنتونينكو (بالأوكرانية: Антоненко Кирило Олександрович)‏ هو لاعب كرة قدم أوكراني في مركز الهجوم، ولد في 14 فبراير 1991 في جمهورية أوكرانيا الاشتراكية السوفيتية في الاتحاد السوفيتي. لعب مع FC Ukraine United ‏.